# سامودة
سامودة قرية منطقة القصيم تقع في الجهة الغربية من محافظة المذنب. سميت القرية على اسم هدمول السامود من البدارين من بني عمرو من حرب الذي قتله شخص مهجول الهوية في هذا المكان.